# Euskal Oiloa
La Euskal Oiloa es una raza de gallina autóctona del País Vasco, España.

## Orígenes
Su origen es el País Vasco. Se ha conseguido a partir del cruce de razas locales con otras importadas de Asia y Estados Unidos (principalmente la raza de pollo Rhode-Island Red). Los primeros cruces datan de 1975.

## Descripción
Se trata de una raza con cinco variedades: Gorria(roja), Marraduna, Beltza (negra), Zilarra y Leposoila.

## Galería de imágenes

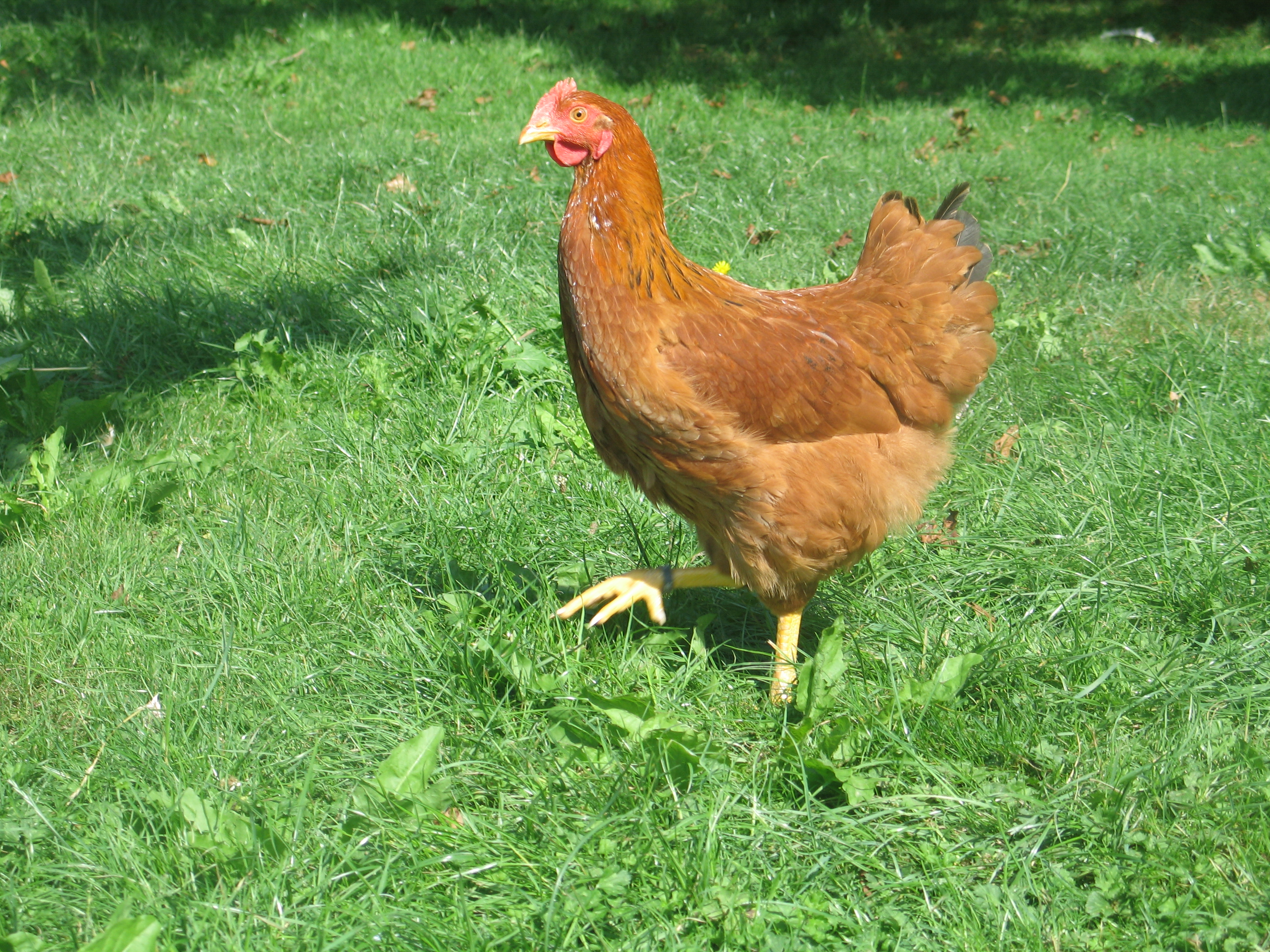
Gorria
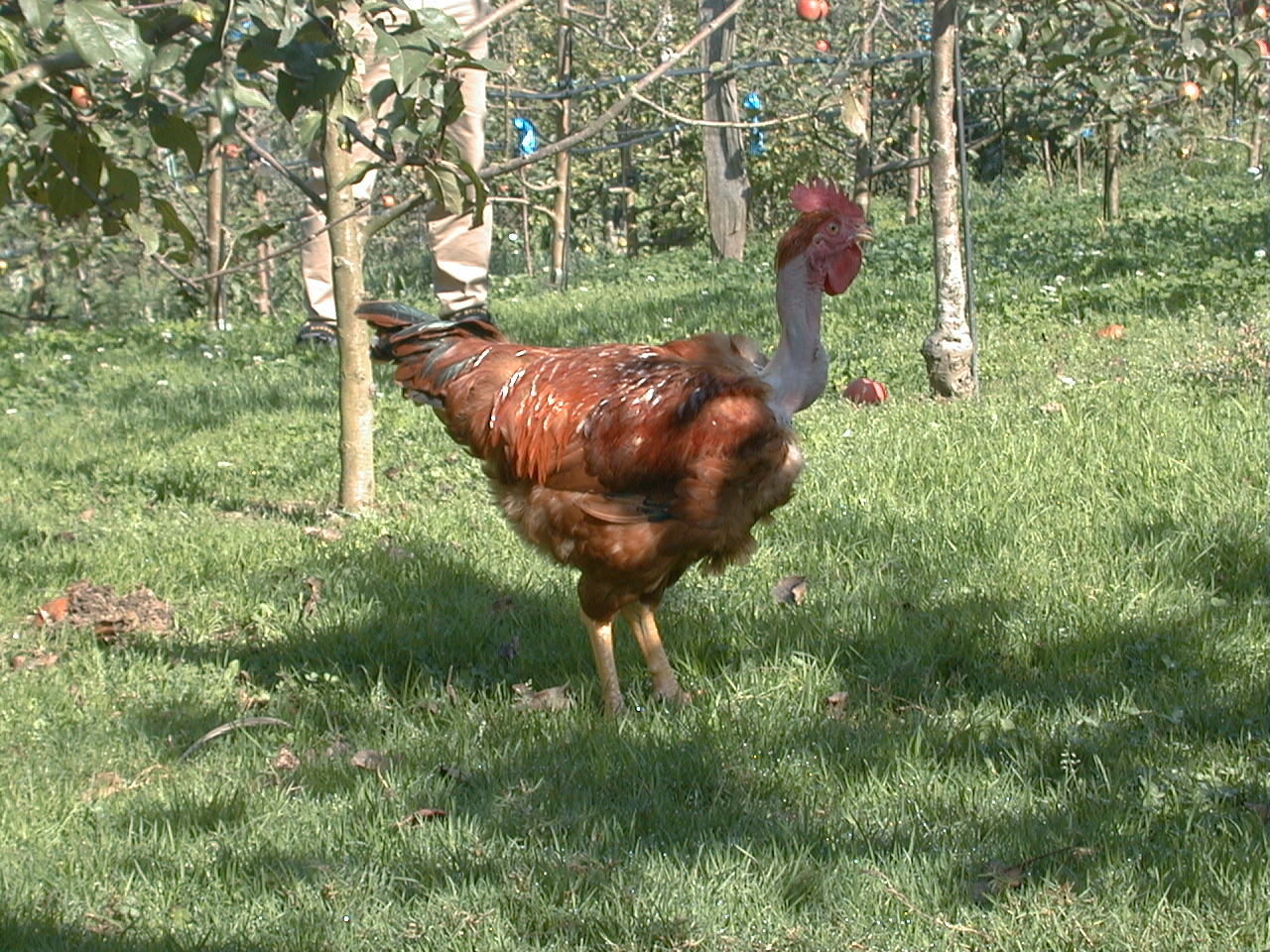
Gallo leposoila
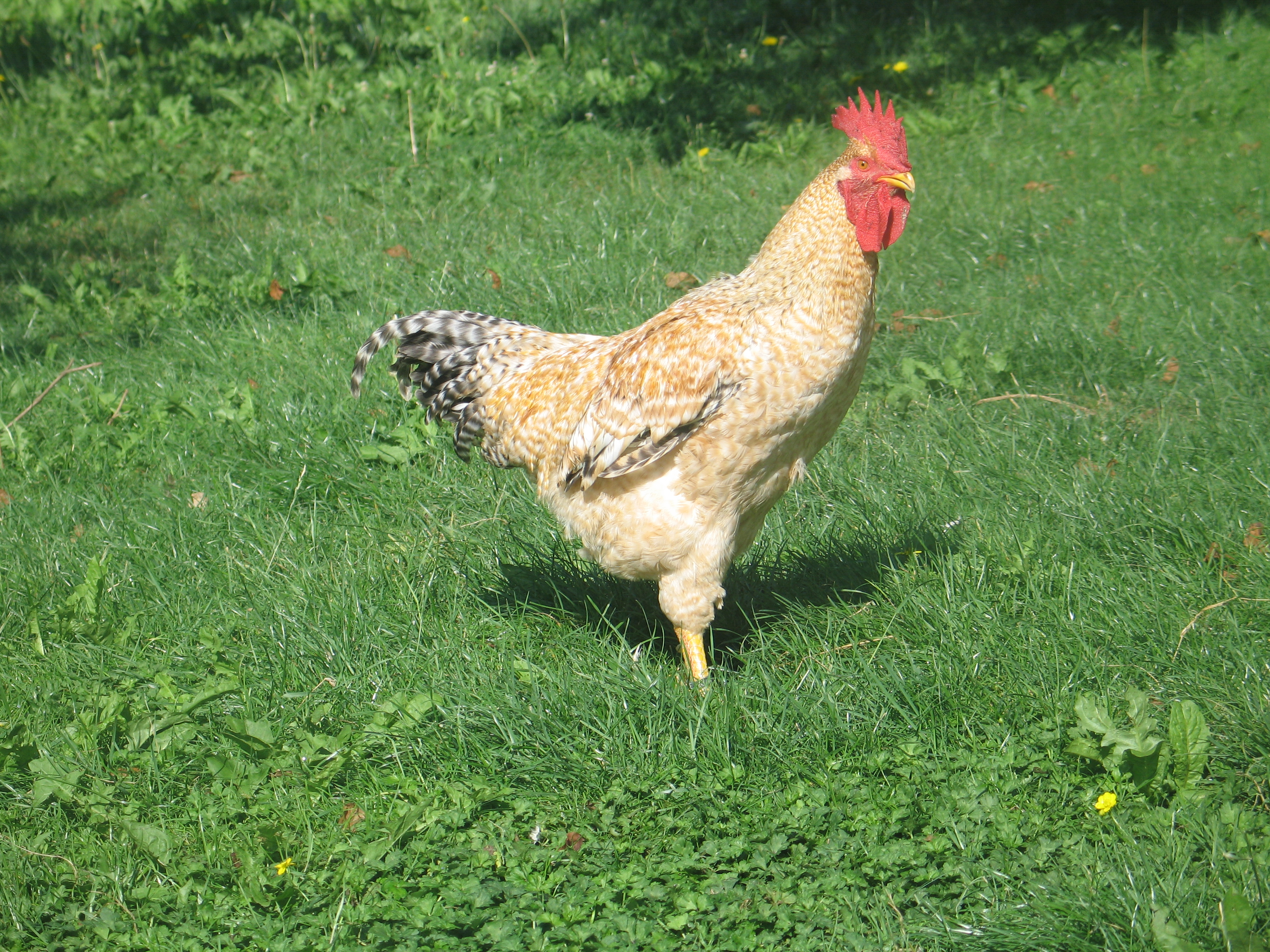
Gallo marradune
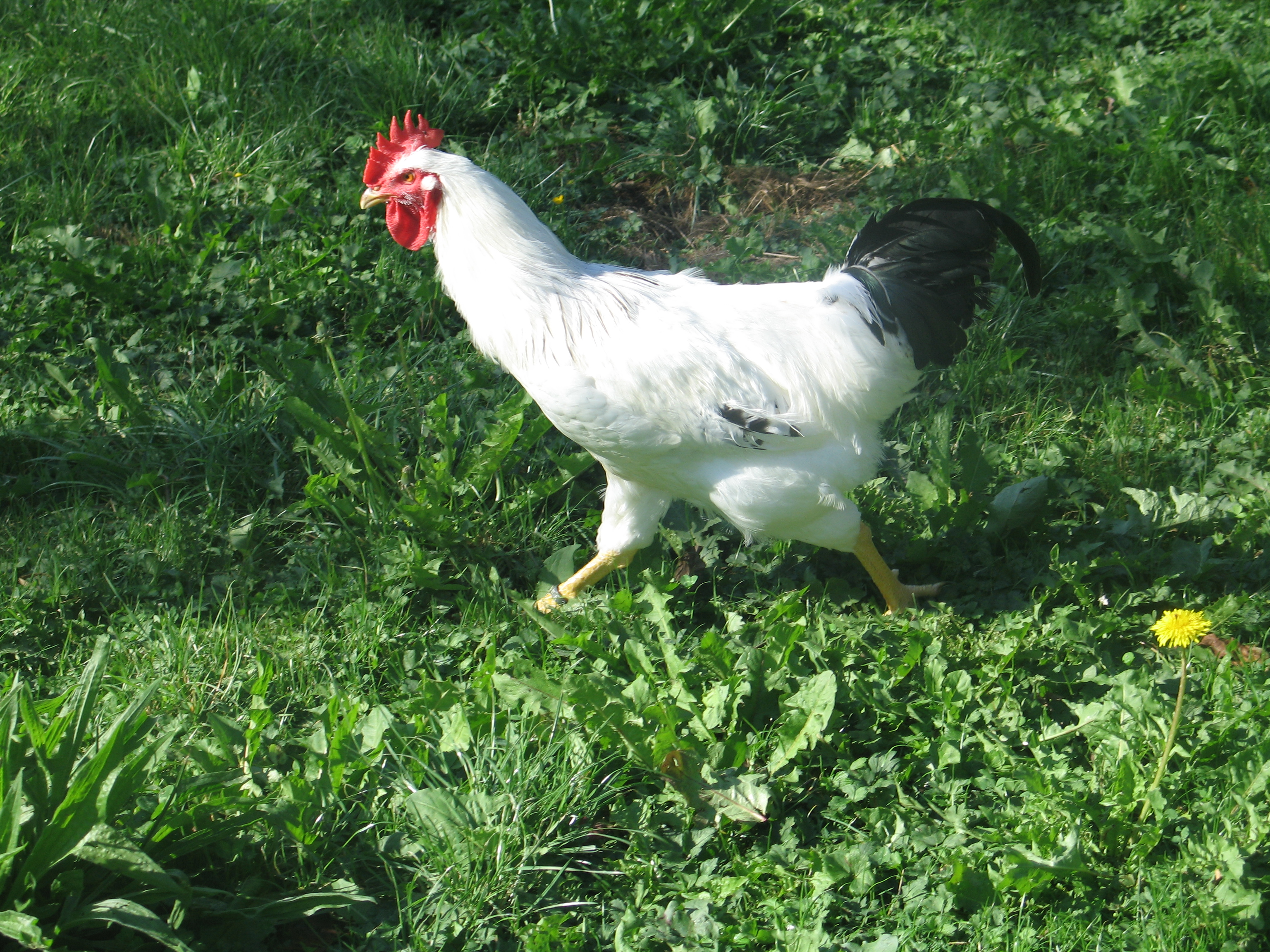
Gallo zilarra

## Estándar de la raza
- Peso ideal: gallo 3,6kg; gallina: 2,5kg
- Cresta: simple, media
- Barbillas: largas y de color rojo vivo
- Oreillons: Rojo vivo
- Pico: fuerte, vigoroso, bien curvado
- Color de los ojos: Marrón claro
- Huevos: min. 60g
- Diámetro: gallo: 20cm; pollo: 18cm